# Timea Jarušková
Timea Jarušková (* 15. Mai 1996) ist eine slowakische Tennisspielerin.

## Karriere
Jarušková spielt überwiegend auf Turnieren der ITF Women’s World Tennis Tour, bei denen sie bislang aber noch keinen Titel gewonnen hat.
2018 stand sie im Juni im Finale des mit 15.000 US-Dollar dotierten ITF-Turniers in Niš, wo sie gegen Gabriela Horáčková mit 5:7 und 3:6 verlor. Im Dezember erreichte sie mit Platz 711 ihre bis dahin beste Platzierung in der Einzelweltrangliste.
2022 stand sie im Hauptfeld der mit 60.000 US-Dollar dotierten Koper Open, wo sie in der ersten Runde Lina Gjorcheska mit 2:6 und 2:6 unterlag. Im Oktober erhielt sie zusammen mit Partnerin Alissa Oktjabrewa eine Wildcard für das Hauptfeld im Damendoppel der mit 60.000 US-Dollar dotierten Empire Women’s Indoor I, wo die beiden der Paarung Lee Pei-chi und Wu Fang-hsien mit 2:6 und 5:7 unterlagen. Bei den darauf folgenden Empire Women’s Indoor II konnte sie sich im Einzel für das Hauptfeld qualifizieren, unterlag dann aber bereits in der ersten Runde Anna Karolína Schmiedlová mit 2:6 und 1:6. Im Doppel erreichte sie mit Partnerin Milana Schabrailowa mit einem 7:5 und 6:3 Sieg gegen Brooklyn Olson und Sara Sarinova das Viertelfinale, wo die beiden dann gegen Freya Christie und Beatrice Gumulya mit 3:6 und 3:6 verloren.